# Knut Teske
Knut Teske (* 26. Januar 1942 in Lüneburg) ist ein deutscher Journalist und Autor.

## Leben und Wirken
Nach dem frühen Tod der Mutter kam Teske 1950 zur Familie seines Onkels Günter von Nordenskjöld nach Sulingen, zumal sein Vater, Georg Teske (Oberstleutnant der Flieger), nach Kanada ausgewandert war. Nach dem Abitur 1963 am Gymnasium Sulingen studierte Teske Jura in Frankfurt, Berlin, Mainz und Bonn. Neben seinem Referendariat arbeitete er als wissenschaftlicher Assistent für die Bundestagsabgeordneten Otto Bittelmann und Günter von Nordenskjöld. Nach dem 2. Staatsexamen 1974 war er bei der Kreissparkasse Köln.
Am 1. Mai 1976 folgte sein journalistischer Einstieg bei der Tageszeitung Die Welt. K.T. war sein Kürzel als Journalist. Ab 1977 war er Redakteur, 1978 Korrespondent für Rechtsfragen am Verfassungsgericht in Karlsruhe, von 1986 bis 1993 Leiter der Hamburg-Redaktion.
Nach der Deutschen Wiedervereinigung ging er zum 1. Juni 1993 mit der Welt als Chefreporter nach Berlin. Nacheinander übernahm er zusätzlich die Hauptredaktion, das Vermischte sowie das Ressort Reportage. Schwerpunkt als Chefreporter zwischen 1994 und 2002 war die Krisen- und Kriegsberichterstattung: von Haiti, Ruanda-Burundi, Pakistan bis Afghanistan; von Nordirland über den Balkan, Israel, die Palästinensergebiete, Libanon, Ägypten, Kongo bis Mandelas Südafrika sowie New York nach dem 11. September 2001.
Von 2002 bis 2007 leitete er die Axel-Springer-Journalistenschule, vom 1. Mai 2010 bis 30. April 2011 war er Kommissarischer Chefredakteur der Zeitung Das Parlament.  Zwischen 2007 und 2010 war er als Reporter und Kommentator für Welt und Bild wieder in Krisengebieten wie Afghanistan, Aserbaidschan, Armenien und Berg-Karabach unterwegs.
Mit seinem Ruhestand verlegte er 2013 seinen Wohnsitz zurück nach Sulingen und verfasste Sportler-Biografien. Er hat eine Tochter.

## Nebentätigkeiten
Neben seiner beruflichen Tätigkeit war Knut Teske von 1987 bis 1993 Dozent für Management an der Musikhochschule Hamburg, von 1992 bis 1994 Moderator der TV-Talkshow MDR-Club in Halle a.d. Saale, von 2001 bis 2008 Mitglied der politischen Talkrunde Gesichter einer Großstadt beim TV-Sender FAB und 2006 bis 2008 Vizepräsident der Deutsch-Israelischen Gesellschaft (DIG) und Vorsitzender der DIG in Hamburg. Des Weiteren ist er im Kuratorium des Deutsch-Aserbaidschanischen Forums.

## Ehrungen
- 1988 Verleihung des „Theodor-Wolff-Preises“ des Bundesverbandes Deutscher Zeitungsverleger mit einer Reportage über den beginnenden Sturz des Schleswig-Holsteinischen Ministerpräsidenten Uwe Barschel.[7]

## Veröffentlichungen
- 1997 als Herausgeber und Biograph über Martin Lauer: Mit Hürden leben. Vulkan Verlag, Berlin
- 2007 Biographie über Armin Hary: Läufer des Jahrhunderts. Verlag die Werkstatt ISBN 978-3-89533-574-7
- 2014 Biographie über Willi Holdorf: Da steht die Welt still. Arete Verlag, Hildesheim ISBN 978-3-942468-43-5